# Josep Antoni Martínez i Asensi
Josep Antoni Martínez i Asensi, (El Campello, 1969), plus connu sous le pseudonyme de  Martines (graphie valencienne), est un joueur professionnel  de pelote valencienne, spécialisé dans les modalités du llargues à la position dite de « la banca ». Il occupe cette position au  llargues et au jeu européen dans la Sélection valencienne de pelote depuis les  Championnats internationaux de pelote de 1997.

## Carrière sportive
Il a commencé à jouer à 14 ans et bien que le llargues ne soit pas un sport professionnalisé, il est parvenu à en vivre en multipliant les exhibitions, les ateliers et en organisant des formations. En plus de la renommée apportée par sa carrière sportive, il a reçu l’honneur de porter la flamme olympique aux Jeux olympiques de Barcelone en 1992 et son nom a été donné au trinquet de sa ville d’origine.
En 2000 Martines, et les quatre autres membres de la Sélection (David, Jan, Màlia et Mengual), ont reçu la distinction de Meilleurs Sportifs masculins de la Province d’Alicante.
Aux élections des Corts Valenciennes de 2007 Martines s’est présenté comme candidat de Compromís pel País Valencià.

## Palmarès

### Galotxa
- Champion du Tournoi de Benidorm de Galotxa : 2000 et 2006
- Vice-champion de la Coupe Generalitat : 2006

### Llargues
- Champion de la Ligue de Llargues : 2002, 2003, 2004, 2005, 2006, 2007 et 2008 avec l'équipe du Campello
- Vice-champion du Trophée de Llargues avec pelote de vaqueta: 2003
- Champion du Tournoi de Benidorm de Llargues : 1996, 1997, 1998, 1999, 2000, 2001, 2002, 2003, 2004, 2005, 2006 et 2007
- Champion du Tournoi Santa Teresa du Campello : 1997, 1998, 1999, 2000, 2001 et 2006

### Championnats internationaux de pelote
- Champion du monde de Llargues : Maubeuge (France), 1998
- Meilleur Saque du monde, 1998
- Champion d'Europe de Llargues : Imperia (Italie), 1999
- Champion du monde de Llargues : Valence, 2000
- Champion d'Europe de Jeu International : Pays-Bas, 2001
- Vice-champion d'Europe de Llargues : Pays-Bas, 2001
- Champion du monde de Llargues : Paraná (Argentina), 2002
- Champion du monde de Jeu international : Paraná (Argentina), 2002
- Champion d'Europe de Jeu international : France, 2003
- Vice-champion d'Europe de Llargues : France, 2003
- Champion du monde de Llargues : Imperia (Italie), 2004
- Champion d'Europe de Jeu international : Nivelles (Belgique), 2007
- Vice-champion d'Europe de Llargues : Nivelles (Belgique) 2007
- Champion toutes catégories d'Europe, 2007

## Sources
- (ca) Cet article est partiellement ou en totalité issu de l’article de Wikipédia en catalan intitulé « Josep Antoni Martínez i Asensi » (voir la liste des auteurs).